# Navalmoral de la Mata
Navalmoral de la Mata és un municipi de la província de Càceres a la comunitat autònoma d'Extremadura. Està situat a la comarca de Campo Arañuelo, de la qual és la capital, i a 100 km de Càceres. Té una superfície de 155,96 km² i una població de 16931 habitants (cens de 2007). El codi postal és 10300.

## Demografia
| 4.504 | 5.414 | 4.811 | 5.550 | 6.831 | 7.273 | 9.073 | 9.706 | 12.922 | 15.211 |

| 15.819 | 14.874 | 14.934 | 14.838 | 14.993 | 15.233 | 16.382 | 16.856 | 17.145 | 17.099 |